# Rechtsbereinigung
Die Rechtsbereinigung ist ein Begriff der Gesetzgebungslehre. Er bezeichnet die Aufbereitung einer Rechtsmaterie durch Ausscheiden all jener Gesetzesbestimmungen, die durch spätere Gesetze gegenstandslos geworden sind, und Zusammenfassen aller derzeit geltenden Bestimmungen zu einem einzigen Rechtskompendium. Eine Materie wird also in einer einzigen Sammlung neu geordnet veröffentlicht, um das Recherchieren, was geltende Bestimmungen sind und was nicht, überflüssig zu machen, ohne dass neues Recht damit geschaffen wird.
Zu differenzieren ist zwischen globaler und Einzelfallbereinigung: Einzelfallbereinigung klärt im Streit- oder Zweifelsfall, ob eine Vorschrift schon oder noch gilt. Sie bereitet eine rechtliche Entscheidung vor. Die globale Bereinigung findet hingegen ohne konkreten Anlass statt und bereitet eine Veröffentlichung vor.

## Praxis
Aufgabe der Rechtsbereinigung ist daher
1. das Sammeln allen theoretisch relevanten Normmaterials und
2. das Ausscheiden aller ungültig gewordenen Teile nach juristischen Regeln (> Kollisionsrecht).
3. Das anschließende Veröffentlichen findet teilweise lediglich in Listenform statt, teilweise auch als komplette Vorschriftensammlung.

Weil nicht die vom verfassungsmäßig zuständigen Normgeber gewählten einzelnen Änderungsanweisungen aus den amtlichen Verkündungsorganen publiziert werden, sondern neu zusammengestellte Lesetexte, wird auch von Kunsttexten gesprochen. In Deutschland wird oft die Form der ministeriellen „Bekanntmachung der Neufassung“ für häufig geänderte Gesetze gewählt. Die Bundesregierung der 16. Legislaturperiode unterhielt ein Projekt Rechtsbereinigung. In der 17. Legislaturperiode erging z. B. das Gesetz über die weitere Bereinigung von Übergangsrecht aus dem Einigungsvertrag vom 21. Januar 2013 (BGBl. I S. 91). In der 18. Legislaturperiode wurde das Gesetz über die weitere Bereinigung von Bundesrecht vom 8. Juli 2016 (BGBl. I S. 1594) erlassen.

## Rechtsgrundlage
Die Aufgabe der Rechtsbereinigung wurzelt im verfassungsrechtlichen Rechtsstaatsprinzip, weil der Staat die Normen, deren Einhaltung er fordert, auch zugänglich zu machen hat. Die hierdurch gebotene staatliche Normenpublikation wird in der Praxis meist durch die private und kommerzielle Erstellung von Lesetexten flankiert, bisweilen auch ersetzt.